# Nokia Lumia 920
Nokia Lumia 920 — смартфон, разработанный компанией Nokia, работающий под управлением операционной системы Windows Phone 8. Аппарат был анонсирован 5 сентября 2012 года и поступил в продажу 2 ноября 2012 года. В России официальный старт продаж был дан на мероприятии 6 ноября в Москве.
Смартфон оснащен двухъядерным процессором с частотой 1,5 GHz и экраном с диагональю 4,5 дюйма, выполненным по технологии IPS TFT LCD. Экран характеризуется повышенной чувствительностью и позволяет пользоваться телефоном в том числе и в перчатках. Экран закрыт защитным стеклом Gorilla Glass 2. Телефон поддерживает беспроводную индукционную зарядку (заряжается, будучи размещён непосредственно на площадке зарядного устройства) по стандарту Qi. В телефоне установлена камера с разрешением 8,7 мегапикселя и технологией PureView с системой оптической стабилизации для четких фотографий и записи видео. В аппарате предустановлено 32 Гб памяти.

## Аппаратная часть

### Корпус, клавиши
Так же, как и его предшественники Lumia 900, 800 и Nokia N9, корпус Nokia Lumia 920 сделан из прокрашенного в массе поликарбоната. Доступны следующие цвета в зависимости от рынка: жёлтый, красный, белый, голубой, серый и чёрный. Физические клавиши выполнены из циркониевой керамики, стойкой к истиранию.

### Процессор, память
Смартфон оснащён двухъядерным процессором Qualcomm MSM8960 с частотой 1,5 Ггц и графическим процессором Qualcomm Adreno 225, объём встроенной оперативной памяти равен 1 Гб.
Объём встроенной памяти составляет 32 Гб. Пользователю доступно порядка 29 Гб. Слот для карт памяти отсутствует.

### Экран
В Lumia 920 установлен экран с разрешением HD (1280x768) и соотношением сторон 15:9, разработанный по расширенной технологии IPS, которую в Nokia называют «PureMotion HD+». Эта технология позволяет достигать скорости перехода пикселя в 9мс, против 23 мс в экране с обычным IPS-жидкокристаллическим дисплеем. Помимо этого, в экране смартфона имеется поляризационный слой «ClearBlack», что позволяет избежать выцветания экрана на солнце. Экран защищён закалённым стеклом Gorilla Glass 2.0 со скруглёнными краями. Обратная подсветка экрана вместе с автоматической регулировкой яркости, цветности и контрастности позволяет экрану транслировать четкое изображение при любом освещении.

### Связь
Lumia 920 оснащена модулем LTE, 3G, NFC. Также имеется модуль Wi-Fi 802.11 a/b/g/n, поддержка DLNA, устройство может выступать в роли роутера с помощью функции «Общий интернет» (Wi-Fi HotSpot), поддерживается Bluetooth 4.0 и USB v2.0.

### Индукционная зарядка, питание
Телефон поддерживает беспроводную индукционную зарядку по стандарту Qi. Телефон может быть размещён на специальном зарядном устройстве и заряжаться без подключения проводом. Кроме того, существуют дополнительные аксессуары с функцией беспроводной зарядки, такие, как колонка JBL PowerUp (Nokia MD-100w) и беспроводная зарядная подставка Nokia DT-910.
Теоретически, благодаря тому, что функция беспроводной зарядки реализована по сетевому стандарту Qi, Nokia Lumia 920 может заряжаться любым беспроводным зарядным устройством, работающим по этому стандарту. Фактически - телефон требует активное зарядное устройство, которое взаимодействует с телефоном, и в зависимости от уровня заряда - автоматически включается и выключается. Данную функцию поддерживают исключительно фирменные зарядные станции Nokia.
В Lumia 920 установлена батарея ёмкостью 2000 мА, которая встроена в телефон. Заявленное время работы составляет 400 часов в режиме ожидания, 10 часов разговора в режиме 3G или до 67 часов в режиме прослушивания музыки.

### Камера
Размер датчика основной камеры: 8,7 Мпикс PureView.
Разрешение камеры: 3552 x 2000, 3264 х 2448.
Тип фокусировки камеры: Автофокус с двухступенчатой кнопкой спуска затвора.
Цифровой зум камеры: 4 x.
Объектив Carl Zeiss Tessar: Да.
Размер датчика: 1/3,2 дюйма.
Поддерживаемое камерой диафрагменное число/апертура: f/2,0.
Фокусное расстояние камеры: 26 мм.
Минимальный диапазон фокусировки камеры: 8 см.
Формат изображений, создаваемых камерой: JPEG/Exif.
Тип вспышки камеры: Двойная короткоимпульсная светодиодная вспышка высокой мощности.
Рабочий диапазон вспышки: 3.0 m.
Режимы вспышки: Выключена, Авто, Включена.

#### Характеристики основной камеры.
Характеристики камеры: Сенсорная фокусировка, Альбомная ориентация, Компенсация экспозиции, Автоматическая и ручная экспозиция, Автоматическая и ручная настройка баланса белого, Редактор фотографий, Распознавание лиц, Полноэкранный видоискатель, Автоматическое устранение размытости движущихся объектов, Центрально-взвешенная автоматическая экспозиция, Географические метки, Оптическая стабилизация изображения, Датчик True 16:9, PureView, Сенсор камеры с обратной подсветкой, Автоматическая загрузка фотографий на интернет-сервисы, Пересылка фотографий и видео в полном разрешении, ФотоСтудия.
Дополнения камеры: Линзы «Ожившее фото», Приложение «Умное фото», «Панорама», Bing vision.
Фотосъёмка.
Режимы съёмки: Панорама, Видео, Фотография.
Сюжетные режимы: Авто, Ночной портрет, Спорт, Ночной, Крупный план, Подсветка.
Режимы баланса белого: Облачный, Лампа накаливания, Флуоресцентный, Дневной свет, Авто.
Светочувствительность: Авто, ISO 100, ISO 200, ISO 400, ISO 800, ISO 1600, ISO 3200.
Просмотр фотографий ПО: Фотоплёнка, Временная шкала, Редактор фотографий, Избранное, Альбом, Фотографии из социальных сетей.

#### Вспомогательная камера.
Разрешение дополнительной камеры: 1280 х 960 пикс.
Диафрагменное число/ апертура дополнительной камеры: f/2,4.
Дополнительная камера — другие характеристики: Запись видео, Фотосъёмка, Видеосвязь.

## Операционная система
Nokia Lumia 920 работает под управлением операционной системы Windows Phone 8, после обновления - Windows Phone 8.1. Как и все остальные телефоны Lumia, 920-я модель продаётся с предустановленными эксклюзивными приложениями Nokia.
В российской версии предустановлены приложения Nokia Транспорт, Nokia Карты, Nokia Навигатор и Nokia MixRadio. Остальные приложения могут быть загружены в специальном разделе магазина приложений — Эксклюзивы Nokia.
Начиная с 11 июля 2017 года, поддержка платформы Windows Phone прекращена, обновления системы недоступны.